# ISO 1000
A norma internacional ISO 1000, publicada com o título de SI units and recommendations for the use of their multiples and of certain other units é a norma da ISO que descreve o Sistema Internacional de Unidades (SI).

## Normas em língua portuguesa
- NBRISO1000: Unidades SI e recomendações para o uso dos seus múltiplos e de algumas outras unidades